# Ізогона
Ізого́ни (від дав.-гр. ἴσος — «рівний» і γωνία — «кут»; англ. isogonal lines) — лінії орієнтації певної фізичної величини.

## Географія
У метеорології, лінії, які з'єднують точки з одним напрямком вітру, з однаковими значеннями кута між географічним і магнітним меридіаном (магнітне схилення) (в земному магнетизмі). На магнітних картах ізогони в середніх широтах мають приблизно меридіональний напрям, за винятком східної частини Євразії, де вони мають замкнутий вигляд. У високих широтах ізогони сходяться до географічних і магнітних полюсів. Ізогона, магнітне схилення на якій дорівнює нулю (магнітний меридіан збігається з географічним), називається агонічною лінією.

## Астрономія
В астрономії при організації спостережень сонячних затемнень використовують ізогони — лінії, що проходять через точки земної поверхні, з яких прямі, що з'єднують центр Сонця з точками контактів початку або кінця часткового затемнення (у цих точках темний диск Місяця стосується сонячного диска на початку і наприкінці затемнення), видно з однаковим позиційним кутом. Завдяки цим ізогонам можна передбачити й розрахувати час та місце майбутніх сонячних затемнень, а також прив'язати відомі історичні події до певних точних дат.